# Кривая (Ивано-Франковская область)
Кривая (укр. Крива) — село в Долинской городской общине Калушского района Ивано-Франковской области Украины.
Население по переписи 2001 года составляло 85 человек. Занимает площадь 3,162 км². Почтовый индекс — 77623. Телефонный код — 03474.